# Thomas D. Brock
Cet article concerne le biologiste américain. Pour le sculpteur britannique, voir Thomas Brock.
Pour les articles homonymes, voir Brock.
Thomas D. Brock est né le 10 septembre 1926 à Cleveland dans l'Ohio aux États-Unis et mort le 4 avril 2021. On le considère comme l'auteur de la découverte des thermophiles, un type d'extrémophiles.

## Biographie
À l'époque, en 1964, il s'intéressait à l'écologie des micro-organismes. Sa surprise fut de taille lorsqu'il découvrit, au parc national de Yellowstone, une "vie microbienne extrêmement riche dans les écoulements de sources chaudes, sous la forme de tapis colorés ou de masse gélatineuse rose pâle". Il y retourna l'été suivant, accompagné de sa femme Louise, afin de poursuivre ce travail de découverte. Thomas Brock étudia tout d'abord les algues qui se développent dans des écoulements d'eau à plus de 60 °C, puis il démontra que des bactéries peuvent proliférer dans des sources chaudes à 82 °C. Il découvrit ainsi les premiers hyperthermophiles.
Parmi les bactéries découvertes, une fut baptisée Thermus aquaticus et une enzyme qu'elle contient, la taq polymérase (taq est l'abréviation de thermus aquaticus) est aujourd'hui un des produits chimiques les plus vendus au monde, car il intervient dans le processus de PCR. Roche (l'entreprise pharmaceutique), en rachetant les brevets sur cette enzyme, s'est ouvert un marché économique de près de 300 millions de dollars.[réf. nécessaire]
À cette époque, la communauté scientifique ne croyait pas en la possibilité que la vie puisse se développer à de telles températures. Grâce à Brock, on sait à présent que c'est le cas. Le record actuel est de 113 °C.
Il inaugura ainsi un nouveau champ de recherche, celui des micro-organismes thermophiles. Par la suite, une autre bactérie vivant à de fortes températures fut nommée Thermoanaerobacter brockii en son honneur. Il continua d'occuper son poste de professeur à l'université de l'Indiana.